# Pachyballus
Pachyballus is een geslacht van spinnen uit de familie springspinnen (Salticidae).

## Soorten
De volgende soorten zijn bij het geslacht ingedeeld:
- Pachyballus castaneus Simon, 1900
- Pachyballus cordiformis Berland & Millot, 1941
- Pachyballus flavipes Simon, 1910
  - Pachyballus flavipes aurantius Caporiacco, 1949
- Pachyballus gambeyi (Simon, 1880)
- Pachyballus oyo Wesolowska & A. Russell-Smith, 2011
- Pachyballus transversus Simon, 1900
- Pachyballus variegatus Lessert, 1925